# Себын
Себын — река в России, течет по территории Удорского и Княжпогостского районов Республики Коми. Устье реки находится в 9 км по левому берегу реки Омын. Длина реки составляет 51 км.

## Данные водного реестра
По данным государственного водного реестра России относится к Двинско-Печорскому бассейновому округу, водохозяйственный участок реки — Вычегда от города Сыктывкар и до устья, речной подбассейн реки — Вычегда. Речной бассейн реки — Северная Двина.
Код объекта в государственном водном реестре — 03020200212103000022422.